# 小行星12005
小行星12005（12005 Delgiudice）是一颗绕太阳运转的小行星，为主小行星带小行星。该小行星于1996年5月发现。

## 轨道参数
小行星12005的轨道半长轴为474 526 921 km，3.1719714 UA，离心率为0.161。